# Dileep Nair
Dileep Nair foi Subsecretário-Geral para Serviços de Supervisão Interna das Nações Unidas e chefe do Escritório de Serviços de Supervisão Interna da ONU. Nessa qualidade, ele supervisionou investigações de atos errados relacionados com a Organização das Nações Unidas em uma série de países, assim como na própria sede. O escândalo Petróleo-por-Comida foi inicialmente investigado pela administração de Dileep Nair antes de entregá-la ao órgão de investigação liderado pelo ex-presidente do Sistema de Reserva Federal dos Estados Unidos, Paul Volcker.
Nair concluiu o bacharelado em engenharia mecânica na Universidade McGill em Montreal em 1973. Em 1974, ele trabalhou no Quadro de Habitação e Desenvolvimento de Singapura. E em 1979, ele ingressou no Serviço Administrativo, trabalhando no Ministério das Finanças. Durante seu tempo no ministério das finanças, concluiu o mestrado em administração pública no Kennedy School of Government da Universidade de Harvard nos Estados Unidos.
Em 1986, Nair passou para o cargo de Secretário Adjunto do Ministério da Indústria e Comércio, onde ele estava envolvido nas negociações da Rodada Uruguai de General Agreement on Tariffs and Trade (GATT), assim como na Association of Southeast Asian Nations (ASEAN). De 1989 a 1997, Nair foi o Vice-Secretário de Singapura para o Ministério da Defesa. Em 1997, ele deixou o serviço público para se tornar CEO do Post Office Savings Bank of Singapore; o banco foi adquirido em 1998 pelo Development Bank of Singapore e Nair permaneceu como diretor administrativo do DBS.
Nair foi nomeado como Subsecretário-Geral para Serviços de Supervisão Interna das Nações Unidas para um mandato de cinco anos em 24 de abril 2000, sucedendo Karl Paschke. Em 2000, ele quis determinar a vulnerabilidade do Programa Petróleo-por-Comida da ONU no Iraque. Benon Sevan, o chefe do programa, juntamente com o Subsecretário-Geral Louise Frechette, rejeitou qualquer investigação, alegando que seria caro demais para valer a pena.
Em 2004, Nair foi investigado por acusações internas não especificadas de corrupção política e assédio sexual a funcionárias da equipe; em 17 de novembro de 2004, o Secretário-Geral Kofi Annan aceitou um relatório inocentando Nair das acusações. A aprovação de Annan ao relatório levou à união da equipe das Nações Unidas para chamar um voto de não confiança e retirar o apoio a Annan. [carece de fontes?] Nair abandonou seu posto após a expiração de seu contrato de cinco anos e voltou para Singapura em 23 de abril de 2005.
Desde então ele foi nomeado Cônsul Geral da Singapura no emirado de Dubai.